# Solar Anomalous and Magnetospheric Particle Explorer
Solar Anomalous and Magnetospheric Particle Explorer (SAMPEX) là một đài quan sát mặt trời và từ vũ trụ của NASA, và là phi thuyền đầu tiên trong chương trình Small Explorer. Nó được phóng vào quỹ đạo Trái Đất thấp vào ngày 3 tháng 7 năm 1992, từ Căn cứ Không quân Vandenberg trên một tên lửa Scout G-1. SAMPEX là một sự hợp tác quốc tế giữa NASA của Hoa Kỳ và Viện Max Planck về Vật lý ngoài Trái Đất của Đức.
Tàu vũ trụ này mang bốn thiết bị được thiết kế để đo các thành phần bất thường của tia vũ trụ, phát thải từ các hạt năng lượng mặt trời và số lượng electron trong từ quyển Trái Đất. Được xây dựng cho một nhiệm vụ kéo dài ba năm, nhiệm vụ khoa học của nó đã kết thúc vào ngày 30 tháng 6 năm 2004. Kiểm soát nhiệm vụ cho SAMPEX đã được Trung tâm bay không gian Goddard xử lý cho đến tháng 10 năm 1997, sau đó nó được chuyển sang Trung tâm điều khiển hoạt động vệ tinh đại học bang Bowie (BSOCC). BSOCC, với sự hỗ trợ tài trợ từ Tập đoàn Aerospace, tiếp tục vận hành phi thuyền sau khi nhiệm vụ khoa học của nó kết thúc, sử dụng tàu vũ trụ như một công cụ giáo dục cho sinh viên trong khi tiếp tục phát hành dữ liệu khoa học cho công chúng.
Được xây dựng cho một nhiệm vụ chính kéo dài ba năm, tàu vũ trụ tiếp tục cung cấp dữ liệu khoa học cho đến khi nó rơi trở lại vào khí quyển Trái Đất vào ngày 13 tháng 11 năm 2012.

## Thiết bị
- Kính viễn vọng lớn ion (HILT):[8]
- Phân tích thành phần ion năng lượng thấp (LEICA)[9]
- Kính thiên văn khối phổ (MAST) đo thành phần đồng vị của các nguyên tố từ Li (Z = 3) đến Ni (Z = 28) với năng lượng từ 10 đến vài trăm MeV/nucleon. [[10]
- Kính viễn vọng Proton/Electron (PET)[11]